# HMS Aurora (12)
HMS Aurora (12) là một tàu tuần dương hạng nhẹ thuộc lớp Arethusa gồm bốn chiếc được chế tạo cho Hải quân Hoàng gia Anh Quốc trước Chiến tranh Thế giới thứ hai. Nó đã tham gia nhiều hoạt động trong trận chiến này, và sau chiến tranh được bán cho Trung Hoa dân quốc dưới tên gọi Chung King, bị Trung Quốc chiếm và sử dụng cho đến giữa những năm 1950.

## Thiết kế và chế tạo
Aurora được chế tạo tại Xưởng tàu Portsmouth ở Portsmouth, Anh Quốc; được đặt lườn vào ngày 27 tháng 7 năm 1935, được hạ thủy vào ngày 20 tháng 8 năm 1936 và đưa ra hoạt động vào ngày 12 tháng 11 năm 1937.

## Lịch sử hoạt động

### Hải quân Hoàng gia Anh
Aurora phục vụ cùng với Hạm đội Nhà từ khi hoàn tất như là soái hạm của hải đội tàu khu trục. Vào tháng 9 năm 1939 nó cùng với Hải đội Tuần dương 2 hộ tống các đoàn tàu vận tải đi đến bán đảo Scandinavia, và tham dự vào việc truy tìm các thiết giáp hạm Đức Scharnhorst và Gneisenau. Sau Chiến dịch Na Uy, nó tham gia các hoạt động săn đuổi thiết giáp hạm Bismarck, và cùng với chiếc Kenya đánh chặn tàu tiếp liệu Đức Belchen vào ngày 3 tháng 6 năm 1941.
Từ tháng 7 đến tháng 8 năm 1941, trong thành phần Lực lượng "K" của Hạm đội Nhà, Aurora tham gia Chiến dịch Gauntlet tại Spitsbergen và Bjørnøya. Trong một chuyến đi cùng với HMS Nigeria, nó đã đánh chặn một đoàn tàu chuyển binh lính Đức ngoài khơi phía Bắc Na Uy, và đã đánh chìm chiếc Bremse. Đến mùa Thu, nó được chuyển sang Mặt trận Địa Trung Hải và đã đi đến Malta vào ngày 21 tháng 10 năm 1941 để gia nhập lực lượng "K" mới thành lập.
Trong đêm 9 tháng 11 năm 1941, Lực lượng "K", còn bao gồm các tàu tuần dương Aurora và Penelope cùng các tàu khu trục Lance và Lively, đã đánh chặn một đoàn tàu vận tải Ý, trên đường từ Naples đến Tripoli ở khoảng 130 dặm về phía Tây Nam Calabria ở tọa độ xấp xỉ 37°05′B 18°05′Đ / 37,08°B 18,09°Đ. Trong Trận chiến đoàn tàu vận tải Duisburg diễn ra sau đó, tàu khu trục Ý Fulmine bị đánh chìm cùng với các tàu vận tải Đức Duisburg và San Marco; các tàu vận tải Đức Maria, Sagitta và Rina Corrado, tàu vận tải Ý Conte di Misurata và Minatitlan cùng các tàu khu trục Ý Grecale và Euro bị hư hại.
Ngày 19 tháng 12 năm 1941, trên đường đi đánh chặn một đoàn tàu vận tải Ý đang hướng đến Tripoli, Lực lượng "K", bao gồm các tàu tuần dương Aurora, Neptune và Penelope cùng các tàu khu trục Kandahar, Lance, Lively và Havock đã đi vào ngay một bãi mìn Ý vửa mới được rải. Neptune và Kandahar bị đánh chìm, trong khi Aurora bị hư hại nặng và Penelope bị hư hại nhẹ. Aurora được gửi đến Malta để sửa chữa khẩn cấp trước khi lên đường trở về nhà vào ngày 29 tháng 3 năm 1942 để sửa chữa toàn diện tại Liverpool, vốn kéo dài cho đến cuối tháng 6 năm 1942.
Sau khi quay lại Địa Trung Hải, Aurora gia nhập Lực lượng "H", và vào tháng 11 năm 1942 nằm trong thành phần Lực lượng Đặc nhiệm Trung tâm trong Chiến dịch Torch, cuộc đổ bộ Lực lượng Đồng Minh lên Bắc Phi. Ngoài khơi Oran, nó đối đầu với các tàu phóng ngư lôi thuộc phe Pháp Vichy Tramontane và Tornade vào ngày 8 tháng 11 năm 1942, đánh chìm chiếc thứ hai và làm hư hại nặng chiếc thứ nhất đến mức nó buộc phải tự mắc cạn. Ngày hôm sau nó làm hư hại nặng tàu khu trục diệt ngư lôi Epervier buộc phải ủi vào bờ. Đến tháng 12 nó hoạt động trong thành phần Lực lượng "Q" tại Bône chống lại việc triệt thoái lực lượng và vận tải tiếp liệu của phe Trục giữa Trapani và Tunis.
Sau đó, trong thành phần của Hải đội Tuần dương 15, Aurora tham gia các cuộc đổ bộ lên Sicilia và Salerno (Chiến dịch Avalanche) trước khi di chuyển đến biển Aegean vào tháng 10 năm 1943. Trong các hoạt động tại khu vực này, nó bị hư hại bởi bom ngoài khơi Castellorizo vào ngày 30 tháng 10, phải rút lui về Taranto để sửa chữa vốn kéo dài đến tận tháng 4 năm 1944. Vào tháng 8 năm 1944 nó tham gia Chiến dịch Dragoon, cuộc đổ bộ lên miền Nam nước Pháp, rồi quay trở lại khu vực Aegean, nơi nó giúp vào việc giải phóng Athens.

### Trung Hoa dân quốc và Trung Quốc
Sau chiến tranh, Aurora được bán cho Hải quân Trung Hoa dân quốc vào ngày 19 tháng 5 năm 1948 như là sự đền bù cho sáu tàu tuần tra Hải quan Trung Hoa và một tàu hàng bị người Anh tịch thu tại Hong Kong và bị mất trong chiến tranh. Nó được đổi tên thành Chung King và trở thành soái hạm của Hải quân Trung Hoa dân quốc. Ngày 25 tháng 2 năm 1949, thủy thủ của nó đào ngũ sang lực lượng Cộng sản, và con tàu được đổi tên thành Tchoung King, một biến thể của cái tên trước đó. Vào tháng 3 năm 1949 nó bị máy bay lực lượng Quốc gia đánh chìm tại cảng Taku, rồi sau đó được trục vớt dưới sự giúp đỡ của người Nga, nhưng bị tháo dỡ mọi vũ khí để "trả công". Lườn tàu trống trải qua phần cuối của cuộc đời hoạt động như một tàu nghỉ ngơi và tàu kho chứa, dưới các tên gọi Hsuang Ho (1951), Pei Ching (1951) và Kuang Chou.